# Altkirchenslawisch

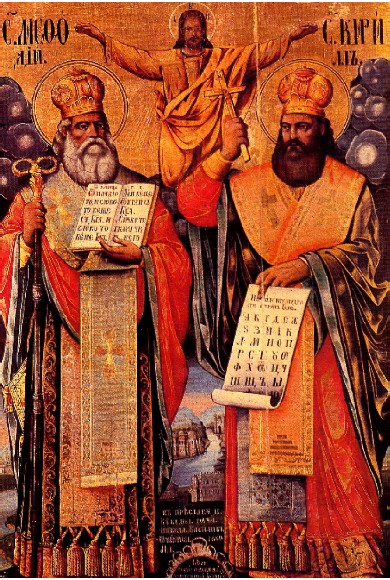
Methodios und Kyrill – Ausschnitt einer Ikone aus dem 19. Jahrhundert

Als Altkirchenslawisch oder Altslawisch oder Altbulgarisch (Eigenbezeichnung словѣньскъ ѩзыкъ, transliteriert slověnьskъ językъ ‚slawische Sprache‘) bezeichnet man die älteste slawische Schriftsprache, die seit 860 entwickelt bzw. festgehalten wurde und aus der gegen Ende des 11. Jahrhunderts verschiedene Varietäten des Kirchenslawischen hervorgegangen sind.
Die Bezeichnung Altkirchenslawisch begründet sich in der fast ausschließlichen Verwendung als Sakralsprache. Früher wurde die Sprache auch Altbulgarisch (bulgarisch старобългарски starobălgarski) genannt, da die meisten erhaltenen altkirchenslawischen Denkmäler bulgarische Züge haben. In Bulgarien wird weiter die Bezeichnung Altbulgarisch verwendet, in Anlehnung an das mittelalterliche Bulgarische Reich, dessen Staatssprache es war und welches durch die Verbreitung der altbulgarischen Sprache, Schrift und Kultur zu den anderen slawischen Völkern maßgeblich an der Christianisierung der Ost- und Südslawen beteiligt war. In den meisten slawischen Ländern wird jedoch die Bezeichnung Altslawisch (russisch старославянский язык staroslawjanski jasyk, tschechisch staroslověnština usw.) bevorzugt.

## Geschichte
Auf Anfrage des Mährerfürsten Rastislav an Byzanz und die Ostkirche, Geistliche zur Verbreitung des christlichen Glaubens zu schicken, wurden die Brüder Konstantin (später Kyrillos genannt) und Methodios vom Patriarchen Photios I. mit der Missionierung beauftragt und begaben sich im Jahre 863 ins Mährerreich. Konstantin hatte zuvor bereits Teile der Evangelien und während der Mission den Psalter sowie andere christliche Bücher in die ihm vertraute slawische Sprache von Saloniki übersetzt und sie schriftlich mit Hilfe des von ihm entworfenen glagolitischen Alphabets fixiert.
Durch Vertreibung der Missionare und deren Schüler im Jahre 886 verbreitete sich die Schriftsprache auch im südlich gelegenen Bulgarischen Reich. Die Glagoliza, die trotz der Vertreibung weiterhin im Mährerreich verwendet wurde, breitete sich nun auf weite Teile des Balkans aus, wobei sich zwei Schriftvarianten entwickelten: Die eckige westliche im Gebiet des heutigen Kroatien und die runde östliche Variante der Glagoliza im heutigen bulgarisch-mazedonisch-serbischen Raum, die jedoch noch vor Ende des 9. Jahrhunderts durch die kyrillische Schrift ersetzt wurde. Im alpenslawischen Südwesten, also im Gebiet des heutigen Slowenien und nördlich davon, wurde vereinzelt auch die lateinische Schrift verwendet. Während das Altkirchenslawische zuerst nur Sprache der slawischen Liturgie war, wurde es ab 893 zur Staatssprache des Bulgarischen Reiches.
Die durch die Mährenmission und die Vertreibung der Apostel nach Süden erfolgte Christianisierung bedeutete den größten kulturellen Wandel in Süd- und Osteuropa bis zur Zeit der Reformation. Unter verschiedenen Herrschern entstanden kleinere Zentren, in denen sich das Altkirchenslawische auch zu einer Literatursprache mit hohem Niveau weiterentwickelte und ihre Blütezeit im 10. Jahrhundert fand, in der Schule von Preslaw und der Schule von Ohrid, in den damaligen Hauptstädten des bulgarischen Reiches. Von dort aus begann die Sprache in der folgenden Zeit, Einfluss auf die Ostslawen zu nehmen.
Trotz ihres südslawischen Dialektes konnten die beiden Prediger von ihren slawischen Brüdern im Norden, die die mährisch-slowakisch-pannonischen Dialekte sprachen, ohne weiteres verstanden werden, da sich die regionalen Dialekte damals noch sehr ähnlich waren. Die heutigen, vergleichsweise großen Unterschiede gehen zurück auf etwa die Zeit des 11. Jahrhunderts, als sich verschiedene Varianten der altkirchenslawischen Sprache herausbildeten, die heute unter dem Oberbegriff Kirchenslawisch zusammengefasst werden. Hierzu zählen das Bulgarisch-Kirchenslawische (auch Mittelbulgarisch genannt) sowie das Russisch-, Serbisch-, Kroatisch- und Tschechisch-Kirchenslawische.
1652 wurde das durch den Patriarchen Nikon festgelegte Kirchenslawisch die liturgische Sprache der slawisch-orthodoxen Kirche. Ab der Zeit wird sie auch als Neukirchenslawisch oder Synodalkirchenslawisch bezeichnet und hat sich dort mit einem Status, vergleichbar dem des Lateinischen in der römisch-katholischen Kirche, bis heute gehalten.
Obwohl der Einfluss des Kirchenslawischen auf die jüngeren slawischen Sprachen enorm ist, muss davon ausgegangen werden, dass es sich bei der ältesten slawischen Schriftsprache um jenen südslawischen Dialekt der ersten Missionare handelt, nicht aber um einen gemeinsamen Vorfahren der slawischen Sprachfamilie, wie das Proto- oder Urslawische. Allerdings ist das Altkirchenslawische aufgrund seines Alters dem Urslawischen noch recht ähnlich, weswegen es von hoher Bedeutung für das historisch-vergleichende Studium der slawischen Sprachen ist.

## Forschungsgeschichte
Die Geschichte der Erforschung des Altkirchenslawischen reicht zurück bis zur Begründung der slawischen Philologie im frühen 19. Jahrhundert. Josef Dobrovskýs 1822 erschienenes Werk Institutiones linguae slavicae dialecti veteris (Lehrgebäude des alten Dialekts der slavischen Sprache) gilt als Pionierarbeit auf diesem Gebiet.
Die Frage nach dem Ursprung und der Heimat des Altkirchenslawischen hat die slawische Philologie seit jeher intensiv beschäftigt. Dobrovský suchte die Heimat der Sprache im Süden, 1823 schrieb er in seinem Werk Cyrill und Method, der Slaven Apostel – ein historisch-kritischer Versuch: „durch fleißige Vergleichung der neueren Auflagen mit den ältesten Handschriften habe ich mich immer mehr überzeugt, daß Cyrills Sprache der alte noch unvermischte serbisch-bulgarisch-macedonische Dialekt war“. Dagegen war Jernej Kopitar der Überzeugung, dass der Ursprung des Altkirchenslavischen in Pannonien zu suchen sei, es sei die Sprache, „die vor rund tausend Jahren unter den Slawen Pannoniens gedieh“ („quae ante mille fere annos viguit inter Slavos Pannoniae“).
Da damals fast alle erhaltenen altkirchenslawischen Texte aus Bulgarien stammten, prägte Pavel Jozef Šafárik in seinen Serbischen Lesekörnern (1833) und in seinem 1837 erschienenen Werk Slovanské starožitnosti (Slawische Alterthümer) den Ausdruck Altbulgarisch. In Deutschland haben besonders August Schleicher und nach ihm Johannes Schmidt und August Leskien die Bezeichnungen Altbulgarisch und Kirchenslawisch populär gemacht. Es ist nur zu bedenken, dass die Sprache in den ältesten und zeitgenössischen Quellen nie so benannt wurde, der Name taucht vielmehr erst in einer griechischen Quelle aus dem 10. Jahrhundert (Vita S. Clementis) auf. Für das 9. Jahrhundert würde sich dagegen die Bezeichnung Altbulgarisch mit größerem Recht auf die damals ja noch nicht völlig slawisierten Protobulgaren und ihre Sprache beziehen.
In Hinblick auf die in altkirchenslawischen Quellen aufscheinende Bezeichnung slověnьskъ (словѣньскъ) prägte Franz Miklosich die Bezeichnung Altslowenisch. Er gebrauchte sie allerdings in einem spezifischen Sinne, um zu postulieren, dass die slawische Liturgie in Pannonien entstanden sei, und folglich auch die Sprache der slawischen Liturgie pannonisch sein müsse, was jedoch Vatroslav Jagić vehement bestritt. Šafárik jedoch revidierte in seinen letzten Lebensjahren seine ursprüngliche Ansicht: In seiner Schrift Über den Ursprung und die Heimath des Glagolitismus (Prag 1858) argumentierte er, wie zuvor Kopitar und Miklosich, für die pannonische Ursprungstheorie des Altkirchenslawischen.

## Texte und Vokabular

Altkirchenslawisches Vater Unser

Die moderne Forschung zum Altkirchenslawischen unterteilt die altkirchenslawische Epoche in das Urkirchenslawisch der Missionszeit, die Zeit des klassischen Altkirchenslawisch (10. bis 11. Jahrhundert) und des Spätaltkirchenslawischen zur Zeit der darauf folgenden Jahrhundertwende. Die frühesten der heute erhaltenen und bekannten Manuskripte des Altkirchenslawischen stammen aus der klassischen Zeit des 10. und 11. Jahrhunderts. Der relativ kleine Kanon der insgesamt überlieferten Sprachdenkmäler der Zeit umfasst nur etwa 30 Manuskripte und nicht ganz 100 Inschriften, von denen die bekanntesten unter anderem der vom bulgarischen Zaren Simeon um das Jahr 893 aufgestellte Grabstein, vier größere Evangelienhandschriften, zwei Evangelienfragmente, ein Psalter, liturgische Texte und Sammlungen von Bibelstellen sind. Später entstandene Abschriften weisen oft Eigenschaften des späteren Kirchenslawisch oder der sich regional entwickelnden Sprachen auf.
Weitere Entdeckungen und Funde altkirchenslawischen Schriftguts, zum Beispiel eines Evangelienmanuskriptes in Auszügen in der vatikanischen Bibliothek im Jahre 1982 erweitern das trotz der wenigen Texte doch auf einige Größe angewachsene lexikalische Gesamtkorpus, zu dem neben dem ursprünglichen theologischen auch Vokabular aus anderen Bereichen wie z. B. der frühen Geschichtsschreibung, der Philosophie, aber auch der Medizin und Botanik hinzukam. Die Schule von Preslaw war überdies bekannt für Werke der Dichtkunst.
Zu der von Konstantin und anderen Missionaren angefertigten teilweisen Übersetzung der Bibel und liturgischer Texte sowie auch literarischer Texte (unter anderem die Biographie des Konstantin und dem ihm zugeschriebenen Vorwort zum Evangelium) kamen später Übertragungen der Werke der Kirchenväter (z. B. Basilius der Große u. a.) und Philosophen. Hier kommt den Übersetzern zusätzliche Bedeutung zu, da mit der Darstellung komplexer und abstrakter philosophischer Sachverhalte in einer größtenteils nur gesprochenen Sprache lediglich auf einen eingeschränkten Erbwortschatz zugegriffen werden konnte. Noch über das Spätmittelalter hinaus setzte sich der durch die ersten Übersetzer initiierte und für das Altkirchenslawische und das spätere Kirchenslawische so fruchtbare Prozess der Erweiterung der Sprache durch Wortschöpfungen, Entlehnungen, sowie Lehnübersetzungen und Lehnprägungen, überwiegend aus dem Griechischen und Lateinischen, aber auch aus dem Hebräischen und Althochdeutschen fort. Einige Beispiele hierfür sind: градь-никъ grad-nik von dem griechischen Wort πολί-της poli-tes, deutsch ‚Bürger‘ (als Lehnübersetzung), ђеона geona von γέεννα ge'enna, deutsch ‚Hölle‘ (als Lehnwort), мьша mješa aus dem lateinischen (und althochdeutschen) missa ‚Messe‘, рабби rabbi und серафимъ seraphim aus dem Hebräischen.

## Grammatik

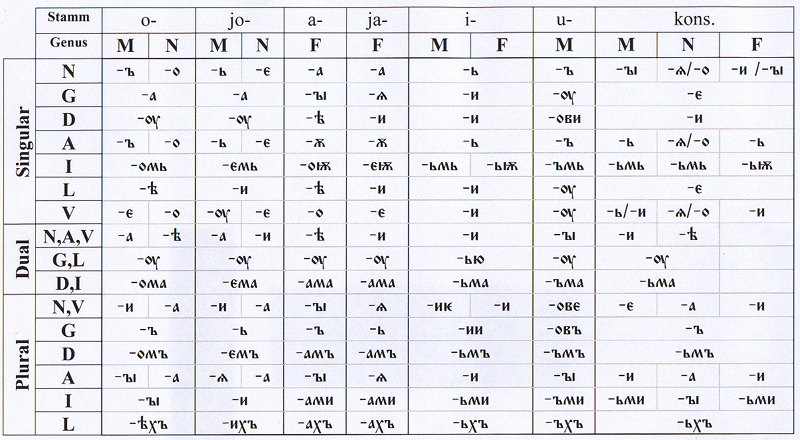
Tabelle der Flexionsendungen des altkirchenslawischen Substantivs

Den anderen indogermanischen Sprachen entsprechend ist auch das altkirchenslawische Wortbildungssystem mehrschichtig. Neben Lexemen, die die Wortbedeutung als Ganzes vermitteln, können unterschiedliche Arten von Morphemen als weitere kleinste Bedeutungsträger zur Wortstammbildung beitragen. Das Altkirchenslawische besitzt dazu ein Flexionssystem, welches dem der heutigen slawischen Sprachen ähnlich ist. In der Deklination der Substantive, Adjektive, Partizipien und Pronomen gibt es die grammatischen Kategorien Numerus, Kasus und Genus, welche durch Suffixe gebildet werden.
Es gibt drei Numeri, nämlich Singular, Dual (heute noch im Slowenischen und Sorbischen vorhanden) und Plural.
Es werden sieben verschiedene Kasus unterschieden: Nominativ, Genitiv, Dativ, Akkusativ, Instrumentalis, Präpositional/Lokativ, Vokativ. Bis auf den letzteren, heute nur noch selten benutzten, ist der Gebrauch der Fälle ähnlich dem des Russischen. Wie in vielen indogermanischen Sprachen gibt es die drei Genera Maskulinum, Femininum und Neutrum.
Das Altkirchenslawische besitzt ein komplexes Deklinationssystem, das an das Lateinische erinnert.
Das altkirchenslawische Konjugationssystem, welches sich grob in fünf Klassen unterschiedlicher Verbalstammbildung gliedert, umfasst die Kategorien Person, Numerus, Modus, Genus und Tempus.
Am Verb werden Person (erste, zweite, dritte) und Numerus (Singular, Dual, Plural) sowie Modus (Indikativ, Konditional und Imperativ) markiert.
Im Aktiv wird ebenfalls durch verschiedene Personalendungen noch das grammatische Geschlecht unterschieden. Das Tempussystem besteht aus dem Präsens, dem Imperfekt und dem aus dem Griechischen bekannten Aorist, welche durch Bildung von Stammsuffixen (synthetisch) ausgedrückt werden, sowie dem Futur I/II, dem Perfekt und dem Plusquamperfekt, die analytisch gebildet werden.